# 자족시인
자족시인(self-contentmental poet or Self-satisfied poet)이란 시인이자 인문학자인 하승무 교수가 개념화한 것으로 오늘날 한국문단의 병리 현상을 적날하게 표현한 신조 문학용어이다.

## 설명
하승무 교수는 오늘날 '자족시인’의 형태를 두 부류로 분석하여 구분하고 있다. 아주 전문화된 시인 그룹 가운데 문맥과 학맥으로 구성된 문단의 주류 기득권층에 기생하는 소위 ‘엘리트시인’을 자처하는 시인들과 또 한 부류는 문단의 세력 확장과 상업성을 위해 우후죽순으로 탄생한 문학매체가 남발한 신인상과 문학상을 통해 양산된 일명 ‘상패시인’, ‘명함시인’, ‘스펙시인’,‘이력서시인’ 등을 가리킨다.